# 遠藤忠一
遠藤 忠一（えんどう ちゅういち、1948年（昭和23年）1月26日 - ）は、日本の政治家。福島県喜多方市長（2期）。

## 来歴
福島県耶麻郡上三宮村（現・喜多方市上三宮町）出身。福島県立喜多方高等学校卒業。旧喜多方市の市議会議員を1期つとめたのち、1995年の福島県議会議員選挙に立候補し初当選した。県議時代は自由民主党に所属し、福島県議会議長も務め、全国都道府県議会副会長も歴任している。
2017年（平成29年）9月、自民党喜多方総支部から出馬要請を受け、任期満了に伴う喜多方市長選挙に立候補する意向を固めた。同年12月5日、県議を辞職。
2018年（平成30年）1月28日に行われた市長選挙で元市役所職員の菅野康裕との一騎打ちを制し初当選した。2月12日、市長就任。選挙の結果は以下のとおり。
※当日有権者数：40,746人 最終投票率：56.21%（前回比：＋3.28pts）
| 候補者名 | 年齢 | 所属党派 | 新旧別 | 得票数   | 得票率 | 推薦・支持 |
| -------- | ---- | -------- | ------ | -------- | ------ | ---------- |
| 遠藤忠一 | 70   | 無所属   | 新     | 12,611票 | 55.54% |            |
| 菅野康裕 | 62   | 無所属   | 新     | 10,096票 | 44.46% |            |

2022年（令和4年）1月30日に行われた市長選挙で前回に引き続き立候補した菅野を破り再選。
※当日有権者数：39,195人 最終投票率：56.59%（前回比：+0.38pts）
| 候補者名 | 年齢 | 所属党派 | 新旧別 | 得票数   | 得票率 | 推薦・支持 |
| -------- | ---- | -------- | ------ | -------- | ------ | ---------- |
| 遠藤忠一 | 74   | 無所属   | 現     | 13,265票 | 60.26% |            |
| 菅野康裕 | 66   | 無所属   | 新     | 8,747票  | 39,74% |            |